# Église de Sysmä
L’église de Sysmä (finnois : Sysmän kirkko) ou église Saint-Olaf  (finnois : Pyhän Olavin kirkko), est une église luthérienne située à Sysmä en Finlande,,.

## Description
L'église est construite vers 1520.
Elle est agrandie en 1835 selon les plans de Carl Ludvig Engel.
La transformation ne conservera que peu d'éléments existants.
Un nouveau clocher est construit en 1845.
L'orgue à 28 jeux est livré en 1953 par la Fabrique d'orgues de Kangasala.
La direction des musées de Finlande a classé l'église et son paysage culturel dans les sites culturels construits d'intérêt national.

## Galerie

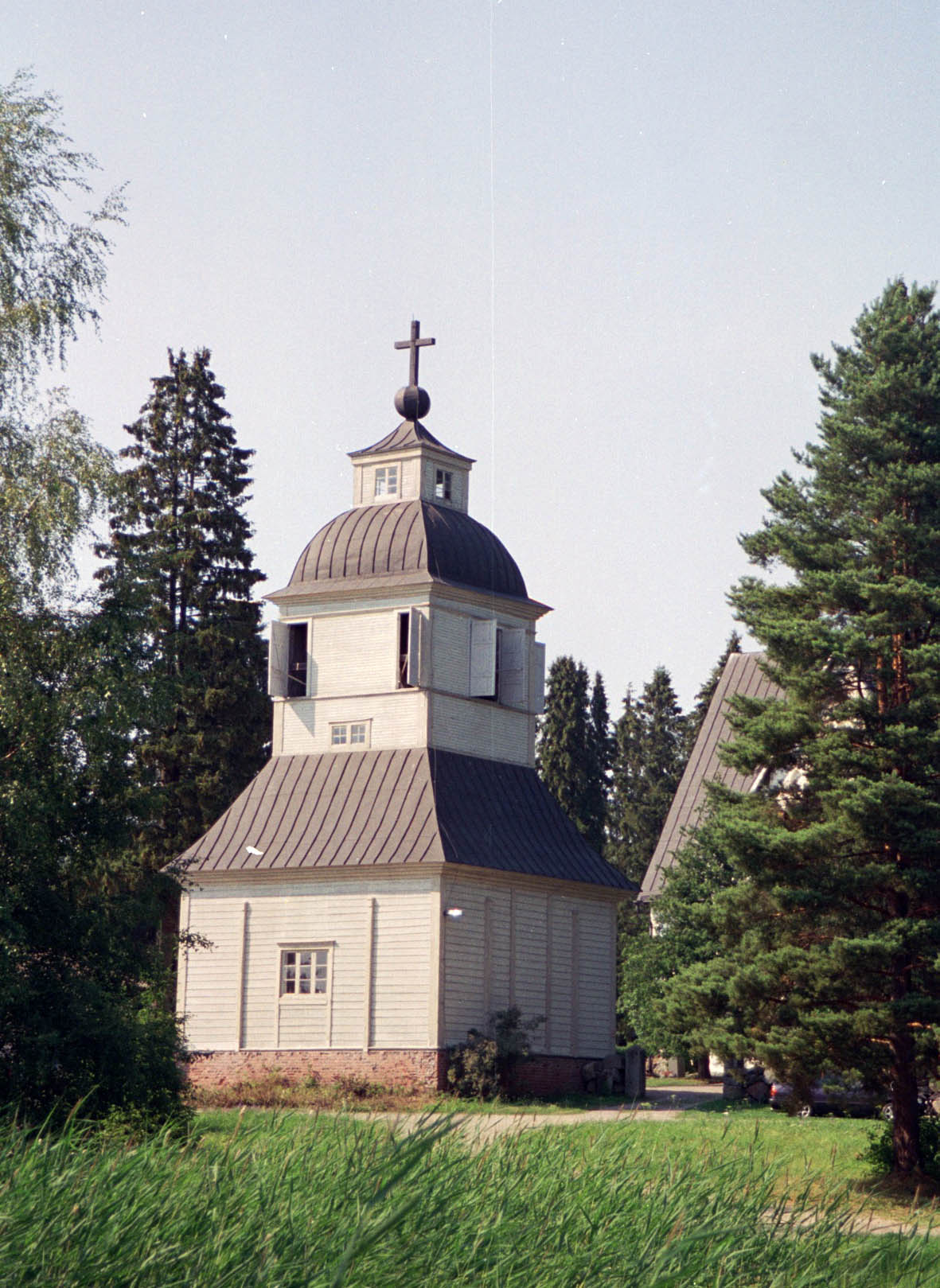
Le clocher de l'église de Sysmä.